# Pilgrimage (film)
Pilgrimage is een Amerikaanse dramafilm uit 1933 onder regie van John Ford. De film werd destijds in Nederland uitgebracht onder de titel Ik haat dat meisje.

## Verhaal
Hannah Jessop woont samen met haar zoon Jimmy op een boerderij in Arkansas. Als Jimmy wil trouwen met een meisje, schrijft ze hem in voor het leger. Wanneer ze hem uitwuiven op het perron, vertelt het meisje aan mevrouw Jessop dat ze zwanger is van Jimmy.

## Rolverdeling
| Acteur            | Personage        |
| ----------------- | ---------------- |
| Henrietta Crosman | Hannah Jessop    |
| Heather Angel     | Suzanne          |
| Norman Foster     | Jimmy Jessop     |
| Lucille La Verne  | Kelly Hatfield   |
| Maurice Murphy    | Gary Worth       |
| Marian Nixon      | Mary Saunders    |
| Jay Ward          | Jimmy Saunders   |
| Robert Warwick    | Majoor Albertson |
| Louise Carter     | Mevrouw Rogers   |
| Betty Blythe      | Janet Prescot    |
| Francis Ford      | Elmer Briggs     |
| Charley Grapewin  | Pa Saunders      |
| Hedda Hopper      | Mevrouw Worth    |
| Frances Rich      | Verpleegster     |